# Рогнединское городское поселение
Рогне́динское городское поселение — муниципальное образование в юго-западной части Рогнединского района Брянской области. Административный центр — посёлок городского типа Рогнедино.
Образовано в результате проведения муниципальной реформы в 2005 году, путём слияния дореформенных Рогнединского поссовета и Пацынского сельсовета.

## Население
| 2009  | 2010  | 2011  | 2012  | 2013  | 2014  | 2015  | 2016  | 2017  |
| ----- | ----- | ----- | ----- | ----- | ----- | ----- | ----- | ----- |
| 3046  | ↗3512 | ↘3497 | ↘3487 | ↘3421 | ↘3332 | ↘3275 | ↘3254 | ↘3247 |
| 2018  | 2019  | 2020  | 2021  |       |       |       |       |       |
| ↘3214 | ↘3135 | ↘3113 | ↘3077 |       |       |       |       |       |

## Населённые пункты
| № | Населённый пункт | Тип     | Население |
| - | ---------------- | ------- | --------- |
| 1 | Рогнедино        | пгт     | ↘2775     |
| 2 | Бабичи           | деревня | ↗2        |
| 3 | Клечатово        | деревня | →0        |
| 4 | Летошники        | деревня | ↘3        |
| 5 | Ормино           | деревня | ↘17       |
| 6 | Пацынь           | село    | ↘294      |
| 7 | Ратовское        | деревня | →4        |
| 8 | Старое Гатьково  | деревня | →2        |
| 9 | Толвино          | деревня | ↘3        |